# Манасбал
Манасбал — озеро в долине Джелама, севернее Сринагара в Джамму и Кашмире, Индия. Название озера производят от священного Манасаровара. Вокруг озера три деревни: Джарокбал, Кондабал и Гандерабал и считается самым глубоким в долине. В чистых водах в июле-августе зацветает Лотос. Рядом с озером расположен могольский сад, называемый Гарока (‘эркер’), построенный Нур Джаханом.
Озеро хорошее место для наблюдения за птицами, так как их много на озере. Считается самым живописным в долине. Местные жители употребляют лотос в пищу.

## Доступ
От Сринагара дорога 30 км через Шадипур, Насим и Гандарбал. Дрога к Вулару, самому большому озеру Кашмира, проходит мимо Мансара, через Сафапур.

## История
Озеро издавна привлекало местных жителей, но археологических раскопок ещё никто не проводил. К северу от озера есть форт «Дарогабагх», построенный при Моголах и использовавшийся, как караван-сарай для караванов между Сринагаром и Пенджабом.

## Топография
На востоке от озера массив Баладар и высокогорное плато, с озёрами, реками, лёссом. На юг от озера гора Ахатенг (Ahtung) — месторождения известняка.
Геологически озеро, лежащие у Джелама, относится к третьей категории гималайских высокогорных озёр, то есть к долинным озёрам (Дал, Анчар, Манасбал) в высотной зоне 1585—1600 метров; другие две категории: высотные Водно-болотные угодья (высота 1585-4000 метров) второй категории (Нилнаг) в Пир-Панджале среди сосновых лесов, и ледниковые озёра на 3000-4000 метров (Алипатхар, Шешнаг, Коунсарнаг, Тар-Сар, Мар-Сар, Вишансар, Гангбал, Кишна-Сар, Кьё-Цо, Пангонг-Цо, и т. д.) которые, вероятно, возникли при третьем Гиалайском оледенении. Разломы на дне озера идут с востока на запад.

### Землепользование
Вокруг озера посадки садовых деревьев (яблоня, Шелковица), также Платан (Чинар) и Ива . В деревне Сафар растут старинные «царские чинары». Кукуруза, горчица и Пшеница — основные сельскохозяйственные культуры. Сейчас всё больше земли продают под сады или застройку.

## Гидрология
Бассейн водоёма занимает площадь 33 км² и питаем, главным образом, родниковыми и дождевыми водами. В районе более 1200 родников. Из озера вода стекает в Джелам, через систему регулируемых каналов. В озере ловят рыбу, вода идёт на полив пищевых и кормовых культур.
Кроме того озеро используют для транспортировки грузов (судоходство), сбора водяных растений, рыболовства, экскурсий, туризма, отдыха.

## Чистота воды
Качество воды в озере связано с:
- Озеро мономиктическое смешанного типа с термальными изменениями слоистости вод с марта по ноябрь. Максимальная глубина перемещения слоёв — 9 метров. Гиполимнион в диапазоне от 8,5 до 11 градусов Цельсия.
- pH меняется от максимального на поверхности — 8,8 до минимального на глубине 11 метров — 7,7
- DO [мг l-1] от 10,4 (поверхность) до 2,2 (дно), меняется в течение года
- Максимальная азотная концентрация (NH4-N [микро l-1] — 13 на поверхности и 120 у дна.
- Температура воды варьируется от минимума 6 (поверхность) градусов в Январе до 27,5 градусов в июне/июле (и 19 на дне).

### Флора
В озере растут макрофиты, плавающие макрофиты, подводные макрофиты и фитопланктон. Биомасса планктона меняется от 864,9 мг/см² в июне до 54 мг/см² в декабре.

## Фауна
Фауна: зоопланктон, бентос и рыба. Промысловая рыба: Schizothorax niger, S. esocinus, Cyprinus carpio specularis, C. carpio communis и Neomacheilus latius.
Карпы завезены в 1956 году, активно размножаются и вытесняют местные виды.

## Экологические проблемы
Обычны для кашмирского озера: сокращение видового разнообразия, деградация берега, при антропогенном воздействии, зарастание водорослями, концентрация H2S на дне. Всемирный фонд дикой природы (WWF) исследовал озеро в 1997 году. Было отмечено, что в некоторым местах озеро обмелело и возникли зловонные болота. Факторы риска:
- незаконная застройка берегов, сваливание жидких и твёрдых отходов в озеро, вырубка деревьев;
- заиливание, сброс продуктов обжига извести из местных печей и шлака из ближайших каменоломен;
- сток отходов сельского хозяйства;
- сорняки растут на 80 % поверхности озера.

WWF составило план очищения озера.

## Очищение озера

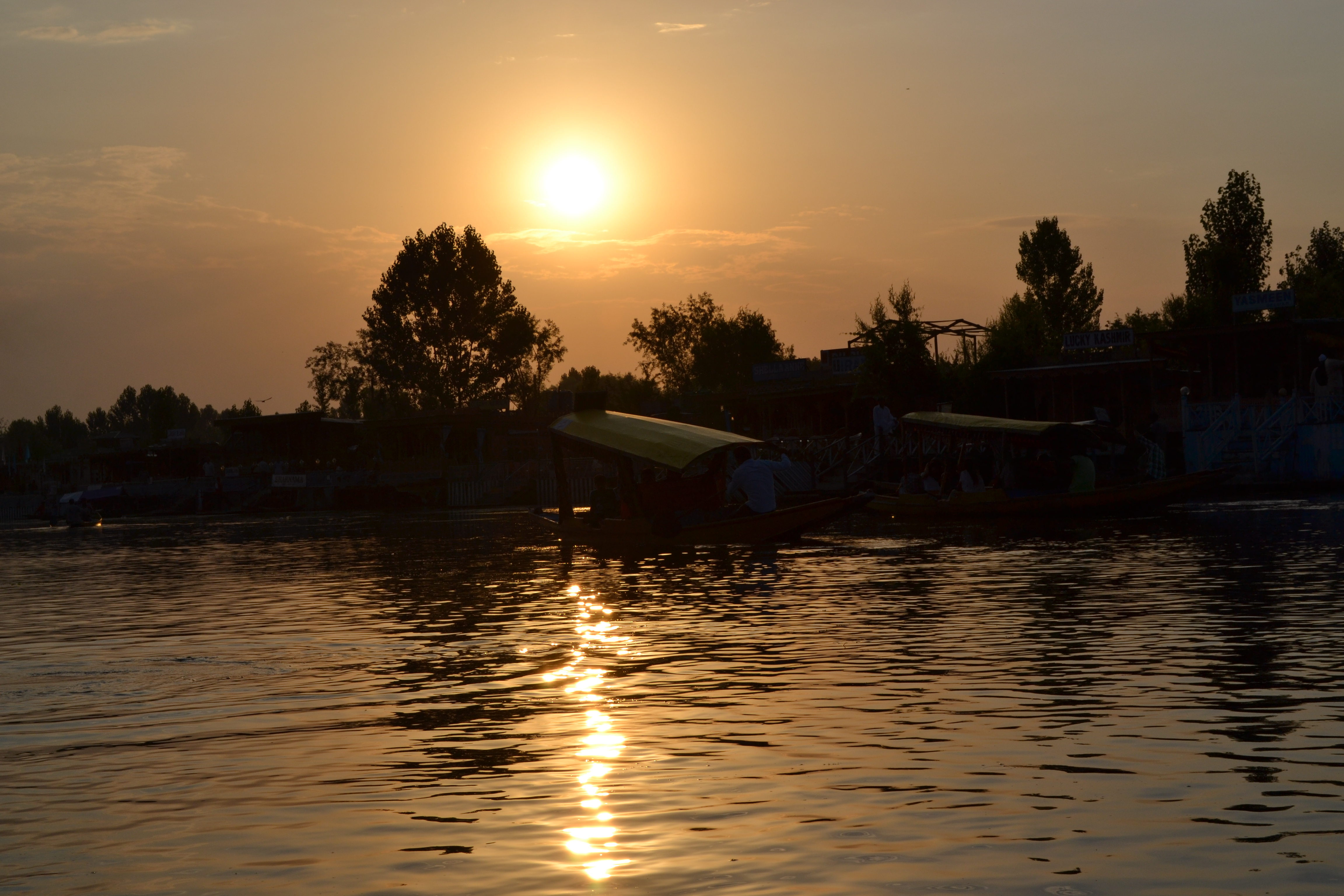
Шикара, используемая чистильщиками озера

В 2007 правительство штата утвердило план очистки озера:
- снос незаконных построек на берегах;
- создание пешеходных дорожек 11 км по берегу;
- уничтожение сорных трав;
- углубление дна;
- демаркация;
- строительство станций очистки;
- отслеживание захоронения шлака каменоломен при добыче известняка.

План был согласован с местными жителями, которые и сами желали чистоты озера, так как это привлечёт туристов. Лодочники шикар говорят, что «заметили много улучшений в состоянии» озера.

## Индуистский храм
«Хозяйственное управление Вуллар-Манасбал» сообщает, что на восточном берегу озера был найден древний индуистских храм, построенных в древнекашмирском стиле. Храм до половины ушёл под воду и был обнаружен случайно при чистке озера. Датируется 800—900 н. э., возведён при махарадже Авантивармане или Шанкаравармане, судя по эпиграфии, храм из местного серого камня, с пирамидальной крышей, квази-коринфскими колоннами с цветочными мотивами. Вероятно, храм привлекал паломников, следующих в Амарнатх и Кхир Бхавани в Тулмулле вГандерабале. Рядом есть также Манасбальский храм, остатки могольских садов и руины буддийских храмов, которые иногда посещают туристы.

## Водные лыжи
В мае и августе очень хорошие погоды для этого спорта. Департамент туризма Джамму и Кашмира организовал прокат оборудования и инструкторов на озере. Хотя некоторые высказываются против этой идеи, так как у озера всегда был более умиротворённый образ, не связанный с экстримом.